# Crotonaldehído
El crotonaldehído es un compuesto químico con la fórmula CH3CH=CHCHO. Existen dos isómeros, E- y Z-, dependiendo de las posiciones relativas de los grupos metil (CH3) y formil (CHO). El isómero E es el más común. Este líquido lacrimógeno es moderadamente soluble en agua y miscible en solventes orgánicos. Como aldehído insaturado, el crotonaldehído es un versátil intermediario en la síntesis orgánica. Se encuentra en una variedad de productos alimenticios, por ejemplo, el aceite de soja.

## Producción
El crotonaldeído se produce por la condensación aldólica del acetaldehído:
2 CH3CHO → CH3CH=CHCHO + H2O
Su principal aplicación es como precursor para productos químicos finos (química fina). El ácido sórbico, un conservante alimentario, y la trimetilhidroquinona, un precursor de la vitamina E, son preparados a partir del crotonaldehído. Otros derivados son el ácido crotónico y el 3-metoxibutanol.
El crotonaldehído es una molécula multifuncional que exhibe diversas reactividades. Es un excelente dienófilo proquiral.  Es un receptor de Michael. La adición de cloruro de metilmagnesio da lugar a 3-penten-2-ol.